# (385343) 2002 LV
(385343) 2002 LJ est un astéroïde Apollon et aréocroiseur, classé comme potentiellement dangereux. Il fut découvert par LINEAR à Socorro le 1er juin 2002.